# Krajevna skupnost Pirniče
Pirniče so krajevna skupnost v Občini Medvode. Sama krajevna skupnost je sestavljena iz dveh, včasih ločenih vasi: Spodnje in Zgodnje Pirniče. Danes sta obe vasi združeni v eno strnjeno naselje, a še zmeraj obstaja formalna delitev.
Naloge Krajevne skupnosti Pirniče so:
- reševanje komunalne problematike v pristojnosti KS za vasi Verje, Zgornje in Spodnje Pirniče, Vikrče ter Zavrh pod Šmarno goro,
- sodelovanje z Občino Medvode pri uresničevanju javnega interesa na komunalnem in drugih področjih,
- upravljanje Doma krajanov Pirniče.

Za delovanje krajevne skupnosti so pomembni:
- Odlok o vaških in krajevnih skupnostih v občini Medvode
- Statut Občine Medvode
- Zakon o lokalni samoupravi

V KS Pirniče je tudi pokopališče, ki je bilo ustanovljeno leta 1995. Od otvoritve do danes je na pokopališču aktivnih okoli 250 grobov in je prostor še na voljo.
V Zgornjih Pirničah ima svoj sedež tudi Turistično društvo Pirniče.